# Gumiho - Yeo-unu-idyeon
Gumiho - Yeo-unu-idyeon (구미호: 여우누이뎐?, lett. Gumiho - Storia della figlia della volpe; titolo internazionale Grudge: The Revolt of Gumiho, conosciuta anche come Gumiho: Tale of the Fox's Child) è una serie televisiva sudcoreana trasmessa su KBS2 dal 5 luglio al 24 agosto 2010.

## Trama
La bella gumiho Gu San-daek lascia il marito quando l'uomo infrange la promessa di sposarla al loro decimo anniversario, tradimento che la rende incapace di cambiare forma. San-daek e la figlia Yeon-yi, una mezzosangue non ancora in grado di utilizzare i suoi poteri, vagano in cerca di un luogo dove stare, finché arrivano in un villaggio e incontrano un ex funzionario di nome Yoon Doo-soo, la cui figlia Cho-ok soffre di una malattia mistica curabile solo facendole mangiare il fegato di una coetanea. Doo-soo si rende subito conto che Yeon-yi ha la stessa età della figlia e offre ospitalità alle due in attesa di trovare il momento giusto per colpire; tuttavia, l'uomo inizia a innamorarsi di San-daek e Cho-ok comincia a essere gelosa dell'interesse del padre per le nuove arrivate. Intanto, Yeon-yi compie dieci anni e il suo aspetto inizia a cambiare.

## Personaggi
- Gu San-daek/Gumiho, interpretata da Han Eun-jung
- Yoon Doo-soo, interpretato da Jang Hyun-sung
- Yeon-yi, interpretata da Kim Yoo-jung
- Yoon Cho-ok, interpretata da Seo Shin-ae
- Dama Yang, interpretata da Kim Jung-nan
- Oh, interpretato da Kim Kyu-chul
- Chun-woo, interpretato da Seo Jun-young
- Gye-hyang, interpretata da Im Seo-yeon
- Yoon Choong-il, interpretato da Kim Woo-seok
- Yoon Choong-yi, interpretato da Woo Min-gyu
- Manshin, interpretato da Chun Ho-jin
- Esorcista, interpretato da Park Soo-hyun
- Capo villaggio Jo, interpretato da Yoon Hee-seok
- Jo Jung-kyu, interpretato da Lee Min-ho
- Moglie del capo villaggio, interpretata da Go Jung-min
- Ba-wi, interpretato da Baek Bong-ki
- Marito di Gumiho, interpretato da Jung Eun-pyo
- Eon-nyeon, interpretata da Kim Do-yeon
- Sam-wol, interpretata da Han So-jung
- Yoo-wol, interpretata da Han Si-yoon
- Man-seok, interpretato da Kim Hyuk
- Monaco, interpretato da Jang Hang-sun
- Medico reale, interpretato da Lee Dae-ro
- So-yeon, interpretata da Choi Hye-kyung

## Ascolti
| Episodio | Data di trasmissione | Dati TNMS           | Dati TNMS                  | Dati AGB            |
| Episodio | Data di trasmissione | A livello nazionale | Area metropolitana di Seul | A livello nazionale |
| -------- | -------------------- | ------------------- | -------------------------- | ------------------- |
| 1        | 5 luglio 2010        | 8,7%                | 8,7%                       | 7,3%                |
| 2        | 6 luglio 2010        | 8,8%                | 8,5%                       | 7,4%                |
| 3        | 12 luglio 2010       | 10,8%               | 10,7%                      | 8,4%                |
| 4        | 13 luglio 2010       | 10,3%               | 10,4%                      | 8,5%                |
| 5        | 19 luglio 2010       | 12,4%               | 11,7%                      | 9,5%                |
| 6        | 20 luglio 2010       | 12,6%               | 12,2%                      | 9,5%                |
| 7        | 26 luglio 2010       | 11,5%               | 11,4%                      | 9,8%                |
| 8        | 27 luglio 2010       | 11,7%               | 11,5%                      | 10,0%               |
| 9        | 2 agosto 2010        | 12,1%               | 11,6%                      | 10,2%               |
| 10       | 3 agosto 2010        | 14,7%               | 14,1%                      | 12,0%               |
| 11       | 9 agosto 2010        | 14,6%               | 14,0%                      | 13,1%               |
| 12       | 10 agosto 2010       | 15,3%               | 15,0%                      | 12,7%               |
| 13       | 16 agosto 2010       | 14,3%               | 14,0%                      | 11,8%               |
| 14       | 17 agosto 2010       | 16,9%               | 16,8%                      | 12,8%               |
| 15       | 23 agosto 2010       | 13,9%               | 13,8%                      | 11,3%               |
| 16       | 24 agosto 2010       | 16,1%               | 16,1%                      | 12,9%               |
| Media    | Media                | 12,8%               | 12,5%                      | 10,45%              |

## Colonna sonora
1. Blood Tears (피눈물) – Lisa
2. Lovesickness (상사 (相思)) – Morae
3. Sore Voice (아픈목소리) – Ilac
4. No (아니랍니다) – Just
5. Little Fox Spirit (소호령 (小狐靈))
6. It's a Black Dog (검둥개야)
7. Canine Tooth (송곳니)
8. Monthly Cry (만월곡 (萬月哭))
9. Bell Sound (방울소리)
10. Hate (한 (恨))
11. Sleepwalking (몽유도 (夢遊圖))
12. It's a Firefly, It's a Firefly (반딧불이야 반딧불이야)
13. Fox Bead (여우구슬)
14. Road, Heart (길섶, 가슴섶)

## Riconoscimenti
| Anno | Premio           | Categoria                                       | Ricevente      | Risultato       |
| ---- | ---------------- | ----------------------------------------------- | -------------- | --------------- |
| 2010 | KBS Drama Awards | Premio alla massima eccellenza, attrice         | Han Eun-jung   | Candidato/a     |
| 2010 | KBS Drama Awards | Premio all'eccellenza, attore in una miniserie  | Jang Hyun-sung | Candidato/a     |
| 2010 | KBS Drama Awards | Premio all'eccellenza, attrice in una miniserie | Han Eun-jung   | Vincitore/trice |
| 2010 | KBS Drama Awards | Premio all'eccellenza, attrice in una miniserie | Kim Jung-nan   | Candidato/a     |
| 2010 | KBS Drama Awards | Miglior attore di supporto                      | Chun Ho-jin    | Candidato/a     |
| 2010 | KBS Drama Awards | Miglior giovane attrice                         | Kim Yoo-jung   | Vincitore/trice |
| 2010 | KBS Drama Awards | Miglior giovane attrice                         | Seo Shin-ae    | Vincitore/trice |